# Ходонин
Ходонин (на чешки: Hodonín, МФА: ['ɦodoɲiːn], (на немски: Göding, Гьодинг) е град в Южноморавския край на Чехия.
Разположен на река Морава в югоизточната част на Моравия. Населението му е 25 094 души (2013 г.).

## История
Крепостта на това място е основана вероятно от княз Бретислав I през 1046 г. Селището се разраства и през 1228 г. получава статут на град.

## Население
Преброявания на населението през годините:
|      | Численост |
| 1980 | 28 154    |
| 1991 | 30 745    |
| 2001 | 27 361    |

Оценки на населението през годините според Чешката статистическа служба:
| Дата             | Численост |
| 1 януари 2011 г. | 25 472    |
| 1 януари 2016 г. | 24 796    |

## Личности
Ходонин е родно място на:
- 1850 – Томаш Масарик, първия президент на Чехословашката република
- 1944 – Вацлав Недомански, бивш хокеист, медалист от олимпийски и световни първенства.